# Station Belfeld
Station Belfeld is het voormalige station van Belfeld. Het station werd geopend in 1889 en werd in 1894 voorzien van een stationsgebouw dat nog altijd aanwezig is. Het station werd gesloten op 15 mei 1938, maar in mei en juni 1940 werd het station (tijdelijk) weer gebruikt in verband met het uitbreken van de Tweede Wereldoorlog.
Het station ligt aan de spoorlijn van Venlo naar Roermond. In de beginjaren was station Belfeld een druk station. Dat kwam met name door de Belfeldse keramiekfabrieken.
Onder andere de dorpsraad van Belfeld heeft de wens voor de toekomst uitsproken voor het heropenen van het station in Belfeld.